# Oranjeboomstraat (Brugge)

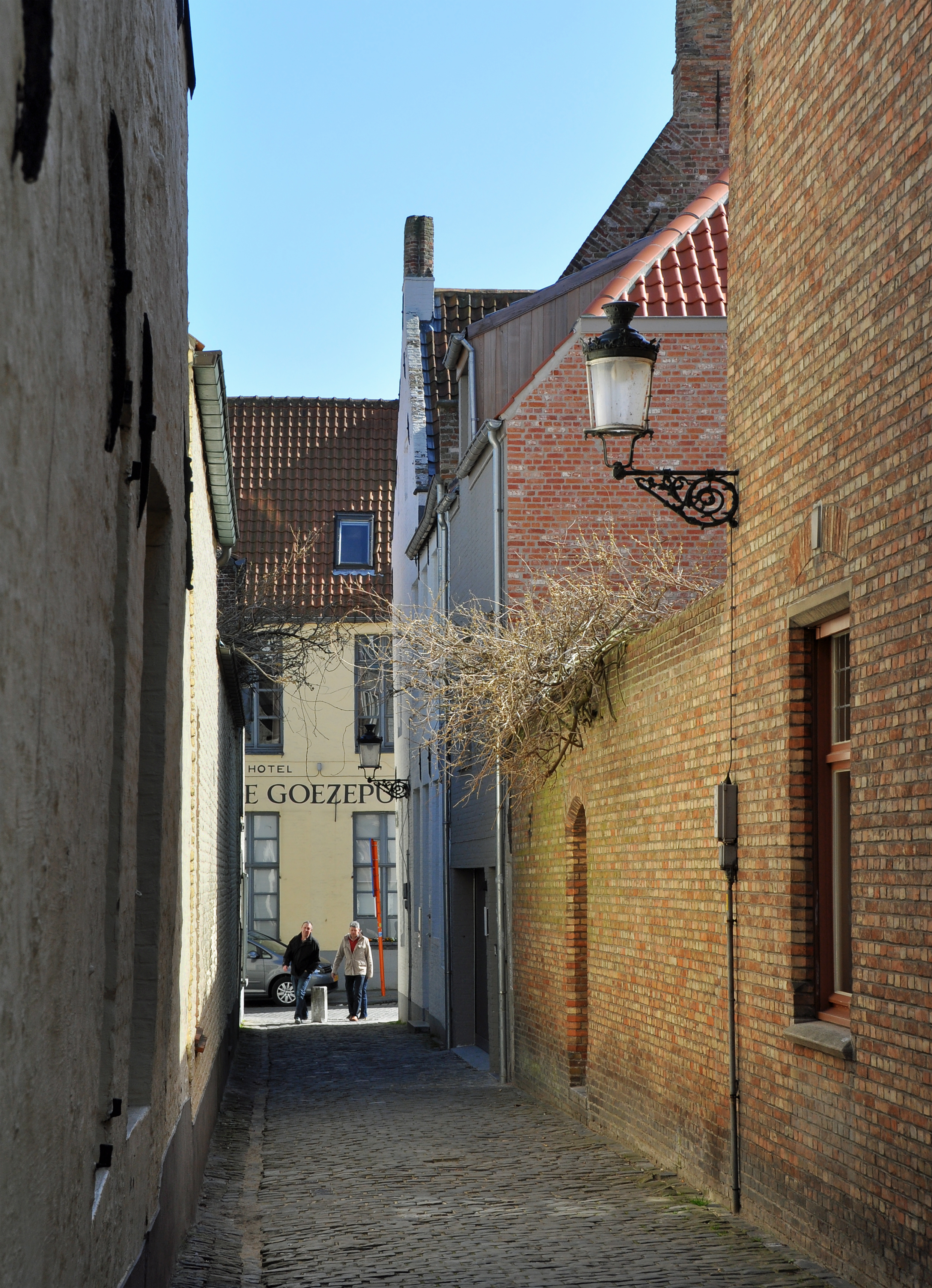
De Oranjeboomstraat, gezien in de richting van de Goezeputstraat

De Oranjeboomstraat is een steeg in Brugge.

## Beschrijving
De Oranjeboomstraat, een steeg eigenlijk, kreeg zijn naam van de herberg 't Oranjeboompje die er zich bevond. Het is niet duidelijk sinds wanneer.
In 1830 werd naar aanleiding van de Belgische Revolutie en de haat tegen 'den Hollander' de naam van de herberg gewijzigd in De Blauwe Fontein. De straatnaam overleefde echter, want tegen de tijd dat men de straatnamen aan een herziening onderwierp, werd de oranjeboom al niet meer met het huis Oranje vereenzelvigd.